# Katja Gronau
Katja Gronau (geboren 1969 in Guntersdorf) ist eine deutsche Kriminaloberkommissarin, Diplom-Verwaltungswirtin und Kommunalpolitikerin. Im September 2019 trat sie als erste Frau das Bürgermeisteramt der mittelhessischen Stadt Herborn an.

## Leben
Katja Gronau absolvierte eine Ausbildung bei der Hessischen Bereitschaftspolizei und wechselte später zur Kriminalpolizei. 2002 erwarb sie den Abschluss Diplom-Verwaltungswirtin. Seit 2003 beschäftigte sie sich hauptsächlich mit Betrugsfällen im Internet und betreute im Polizeipräsidium Mittelhessen das Fachgebiet „Polizeiliche Beratung für Internetdelikte“. Sie leistete jahrelang Präventionsarbeit in Vorträgen an Schulen und mit Veranstaltungen für Erwachsene und Senioren.
Sie trat am 16. Juni 2019 als parteilose Kandidatin bei der Bürgermeisterwahl in Herborn an und erzielte in einem Bewerberfeld von vier Kandidaten 43,4 %, Jörg Kring (ebenfalls parteilos) erzielte 31,3 %. In der dadurch notwendigen Stichwahl am 26. Mai 2019 gewann Gronau mit 68,7 %, Kring erhielt 31,4 % der Stimmen. Die Wahlbeteiligung betrug 47,5 %. Gronau wurde am 28. August 2019 als erste Bürgermeisterin der Stadt und als Nachfolgerin von Hans Benner (SPD) in das Amt eingeführt, Amtsantritt war am 14. September 2019.